# 方時學
方時學（1519年—？），字敏之，號古田，河南河南衛人，軍籍，明朝政治人物。

## 生平
嘉靖三十一年（1552年）壬子科河南鄉試第三十七名舉人，三十二年（1553年）中式癸丑科會試第三百九十六名，三甲第一百六十三名進士。工部觀政，授安慶府推官，歷升潞安府同知、東昌府知府，四十一年（1562年）正月考察被論劾不職罷官。

## 家族
曾祖方整；祖父方瑄；父方鑌，母張氏。具慶下。弟方時升。